# Chêne vert
Quercus ilex
Espèce
Classification phylogénétique
Répartition géographique
Le Chêne vert ou Yeuse (Quercus ilex L., 1753) est une espèce d'arbres à feuillage persistant de la famille des Fagacées, présent sous forme de bois clairs et garrigues essentiellement présent dans les régions méditerranéennes. Il est parfois appelé Chêne faux houx, allusion au fait que ses feuilles ressemblent à celles du houx (Ilex aquifolium L., 1753).

## Étymologie
Quercus désigne le « chêne » en latin (cf. italien quercia « chêne ») et ilex, « le chêne vert ou yeuse » en latin. 
Le terme yeuse ([jœz]) est issu de l'occitan euse qui désigne le « chêne vert », lui-même issu d’elex, variante d’ilex,.
La racine latine quercus remonte à l'indo-européen *perkʷus, mot lié sur un plan mythologique au nom de l'orage (cf. lituanien Perkunias « dieu de l'orage »). Le même étymon indo-européen est aussi à l'origine des termes germaniques : vieux haut allemand forha > allemand Föhre, sorte de sapin, anglo-saxon furh « sapin » (l'anglais moderne fir « sapin » est un emprunt au vieux scandinave fyra) et gothique fairɧus « monde » (c'est-à-dire « arbre du monde » dans la mythologie germanique cf. Yggdrasil). 
L'indo-européen *perkʷus - devenu *kwerkʷus dans les langues italiques, d'où latin quercus - explique aussi le nom de la forêt hercynienne (Hercynia silva) par dérivation lexicale *perkʷu-nia > *perkunia > hercunia. La chute de [p] initial de *perkunia > [h]ercunia est propre au celtique : le radical erc- « chêne » étant d'ailleurs attesté en gaulois, en toponymie et en anthroponymie, ex. : Erco-lana « plaine des chênes » et Argonne de *Arcuna, variante de *Ercuna.
Le mot chêne est issu du gaulois *cassanos, par l'intermédiaire d'une forme gallo-romane *CASSANU. Ce mot, attesté par le bas latin cassinus et le latin médiéval casnus, est à l'origine de l'ancien français chasne, dont les formes chaisne, chesne ainsi que les variantes dialectales caisne, quesne, etc.

## Caractères biologiques
C'est un arbre de 20 à 30 m de haut. Selon la classification de Raunkier, il fait partie des Phanérophytes (mésophanérophytes). Son feuillage est persistant. L'arbre a une longévité de 200 à 2 000 ans. Il fait partie des plantes monoïques. La floraison s'étend d'avril à mai. Il est pollinisé spécifiquement par les insectes (entomophilie) mais les fruits sont dispersés par de nombreux autres animaux (zoochorie).
C'est une espèce postpionnière, notamment utilisée pour stabiliser les dunes du littoral du golfe de Gascogne (lande mésophile).

## Caractères descriptifs
- Tronc court et souvent tortueux ;

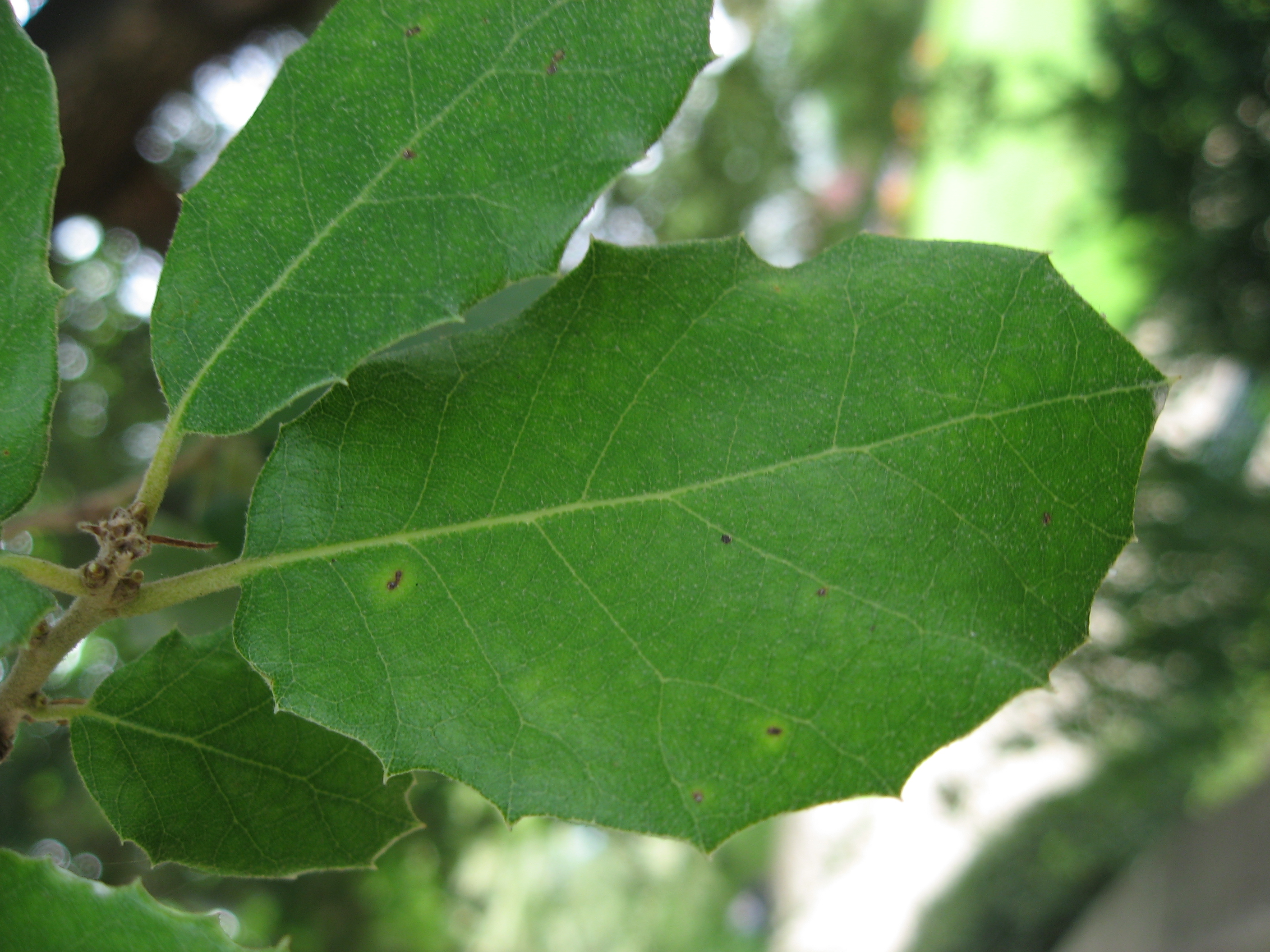
Détail de feuille, vert-bronze sur le dessus et aux poils blancs sur le dessous, adaptation au xérophytisme.

- Feuilles alternes, coriaces, petites (longues de 3-9 cm) de forme variable (entières, dentées ou épineuses) avec un pétiole court, vert foncé, luisantes sur le dessus, pubescentes et blanchâtres dessous ;
- Fleurs unisexuées, les mâles sont très abondantes. Ce sont des chatons pendant à la base des pousses de l'année ;
- Les glands sont bruns, de dimension variant de 1 à 3 cm de long ;
- Ils développent un pivot ondulé portant de courtes racines latérales[6].

## Distribution
Le chêne vert est une espèce emblématique du Midi de la France et de la Corse, où il est avec le pin d'Alep et le genévrier l'une des espèces dominantes de la garrigue. De même, il se trouve notamment dans la plupart des autres secteurs du Bassin méditerranéen-Macaronésie : péninsule Ibérique, Italie, Croatie, Grèce, Maghreb…
Il peut cependant s'acclimater à d'autres biomes lui convenant. C'est ainsi qu'il est présent sur la majeure partie du territoire de la France-métropolitaine. En outre, il est considéré comme une espèce envahissante dans les îles Britanniques.

## Exigences écologiques

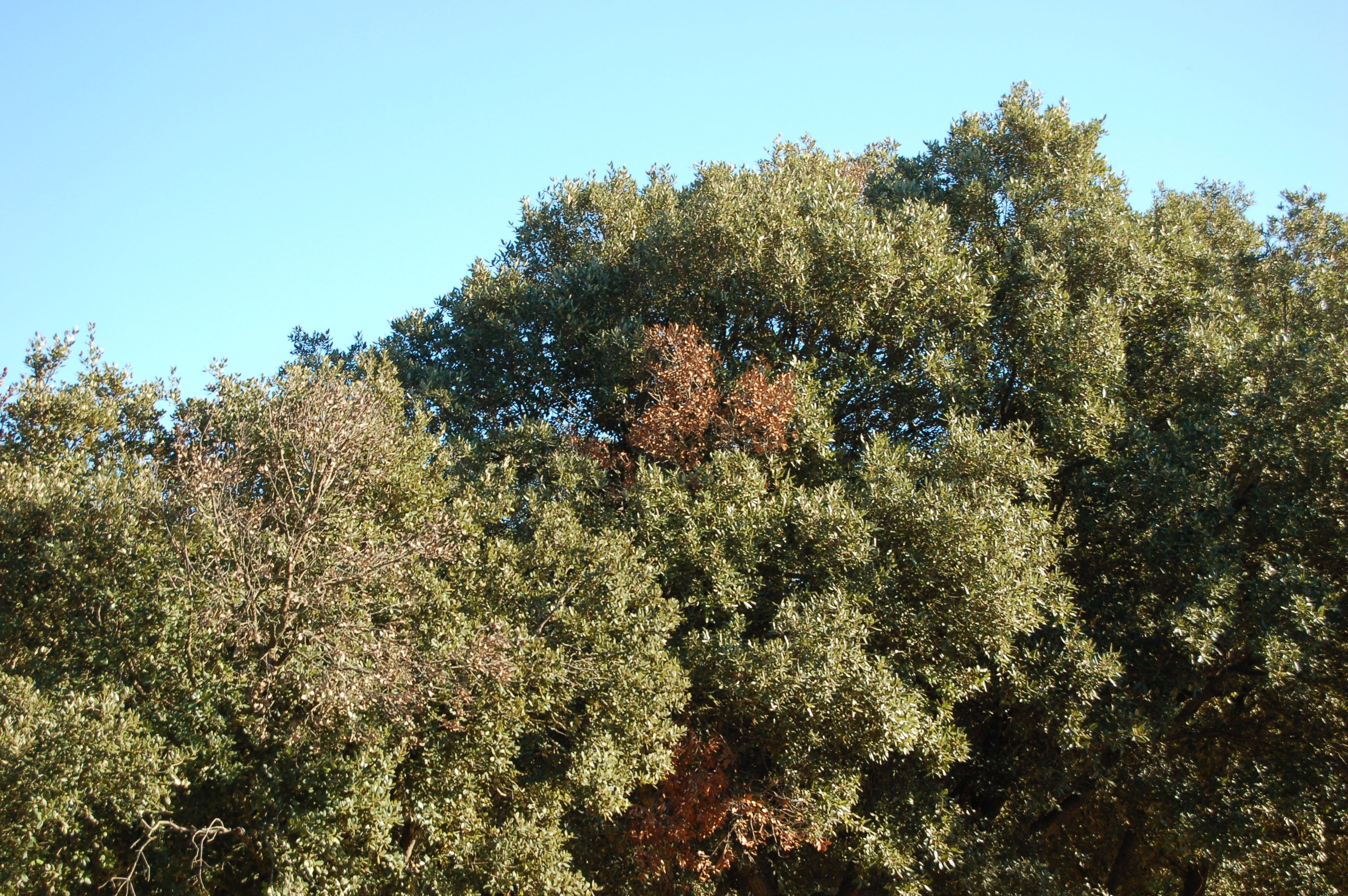
Arbre à Aumelas (Hérault) attaqué par le bupreste Coraebus florentinus, dont la larve fore une galerie annulaire qui tue des branches.

- Espèce thermophile mais résistante au froid ;
- Espèce héliophile ;
- Présent sur mull carbonaté à mull calcique ;
- Espèce xérophile. Le Chêne vert présente plusieurs écotypes en fonction de la sécheresse ambiante. Ainsi la forme de la feuille est adaptée à l'humidité ambiante : en milieu favorable, où l'humidité de l'air n'est pas limitante, il aura des feuilles à limbe presque ovale, tandis qu'en milieu sec, les feuilles seront pour la plupart dentées.

## Variétés et sous-espèces
Quercus ilex donne lieu à un polymorphisme important.
Quercus rotundifolia est considéré par certains auteurs comme une sous-espèce de Quercus ilex, parfois comme une espèce distincte.
Les anciennes appellations Quercus rotundifolia Lam. et Quercus ballota Desf. sont désormais considérées comme une sous-espèce nommée Quercus ilex subsp. ballota et composée de plusieurs variétés :
- var. planifolia : feuilles de 4 cm, planes, rondes, entières ou presque, vert sombre dessus et dessous, glabres sauf quelques poils stellaires dessous ; écorce lisse.
- var. ballota : feuilles ovales-elliptiques, 1,5 fois plus longues que larges.
- var. parviflora : feuilles lancéolées, entières, de 2-3 × 0,7 cm, à pubescence blanc-jaune.
- var. grandifolia : feuilles de 6 × 4 cm ;
- var. macrocarpa : très gros glands allongés, comestibles ; Espagne du Sud.

Cette sous-espèce est communément appelée « Chêne vert à glands doux » et est cultivée dans le bassin méditerranéen, en particulier en Algérie. Elle a les mêmes exigences climatiques que le Chêne vert « standard » et ses fruits, au goût comparable aux châtaignes, sont d'autant plus doux que le climat est chaud.

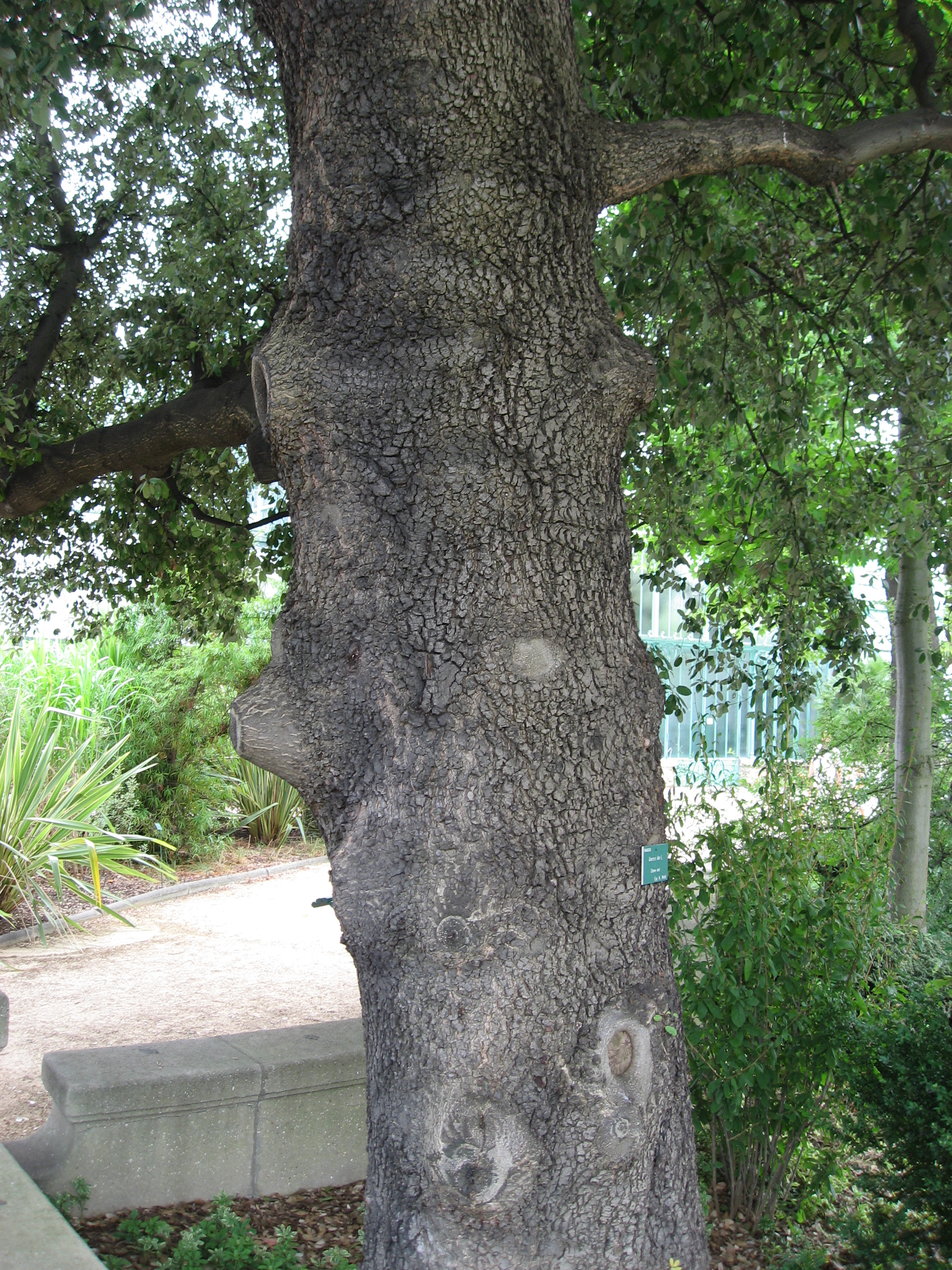
Détail tronc.
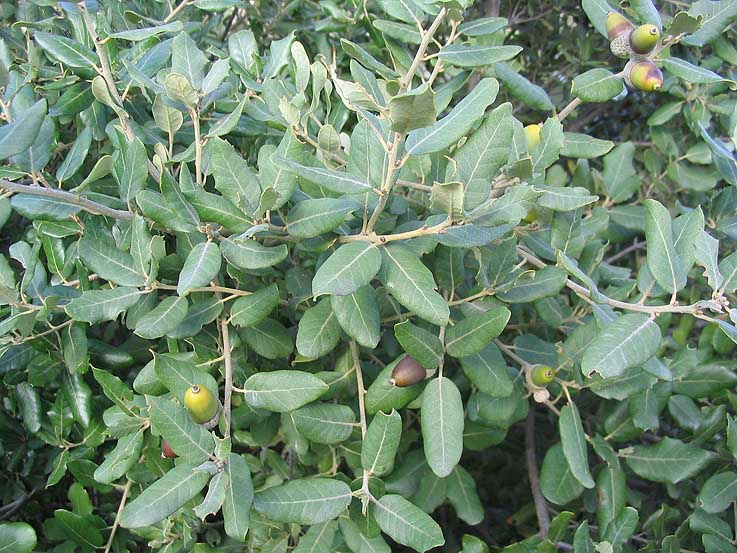
Feuilles et glands.
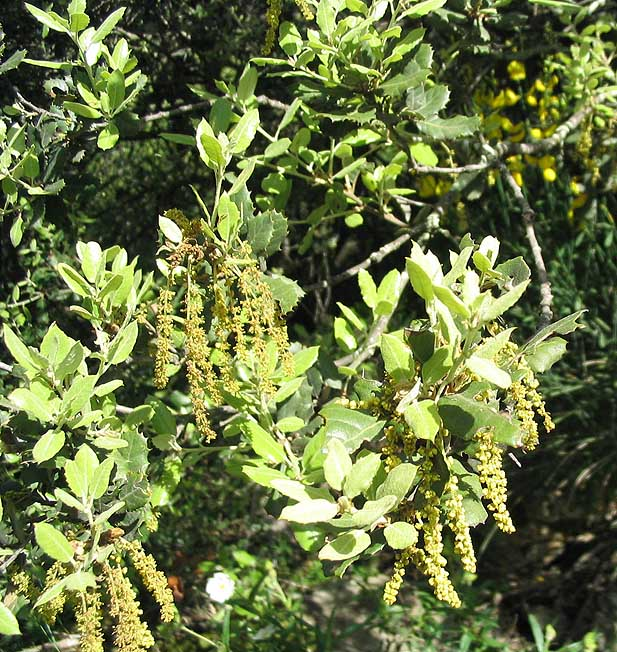
Inflorescences mâles.
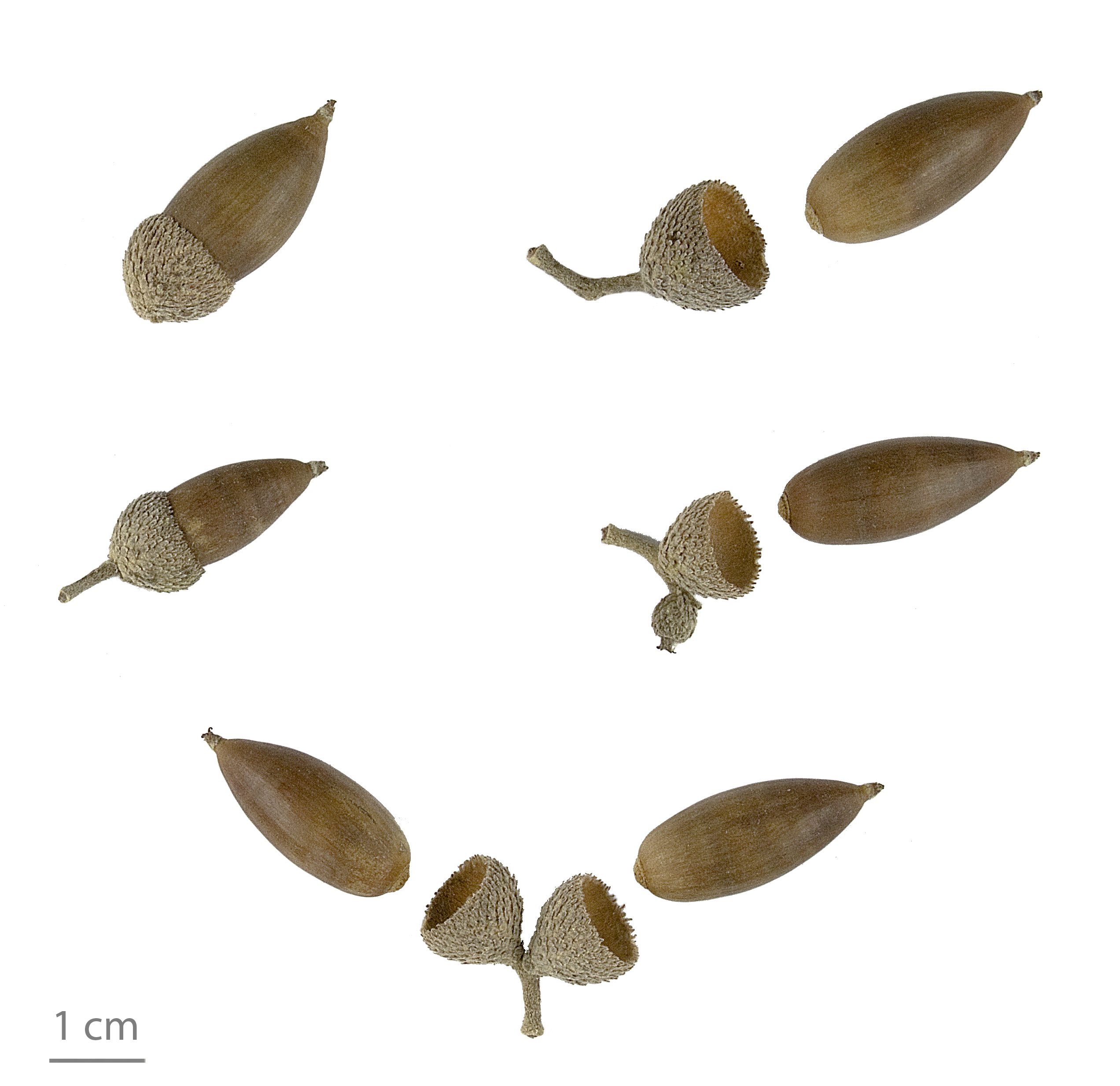
Glands avec leurs cupules.

### Trufficulture
Avec le Chêne pubescent et le Chêne rouvre, le Chêne vert est une des principales espèces de Chêne utilisées pour la trufficulture.

### Reboisement
Compte tenu de sa bonne résistance aux incendies, le Chêne vert est avec le Chêne pubescent une des principales espèces de Chêne utilisées pour les reboisements artificiels.
Pour le semis de reboisement, mieux vaut cueillir les glands plutôt que les récolter au sol. Commencer la cueillette des glands de teinte brune quinze jours après que les premiers glands (généralement tarés) sont tombés au sol. Ne pas conserver les glands en sacs ou autre contenant en plastique. Préférer des sacs de jute ou des contenants en bois ajourés (cagettes). Les glands se conservent au frais et à l'humidité dans du sable pendant deux mois. Pour une conservation plus longue, on peut placer un sac perforé (pas de sac fermé hermétiquement) de glands mélangés à du sable au réfrigérateur entre 1 et 4 °C.
L'idéal est de planter dès la récolte dans un trou de 30 cm ameubli en tous sens. Pour la plantation en masse, on peut utiliser une canne à semer. Le gland est à semer entre 3 et 5 cm de profondeur. Pour protéger le semis des prédateurs (rats, sangliers), on peut placer par-dessus le gland un carré de grillage fin de 20 cm de côté à mailles de 1 cm. Celui-ci pourra être laissé en place et se dégradera avec le temps.

## Dans la littérature
Dans le roman Le Baron perché d'Italo Calvino, le baron Côme Laverse du Rondeau grimpe dans une yeuse et reste toute sa vie dans les arbres sans plus mettre pied à terre, afin de prouver à ses contemporains le vrai sens de la liberté et de l'intelligence.
Dans la Présentation de la Beauce à Notre-Dame de Chartres, Charles Péguy écrit :
Mais vous apparaissez, reine mystérieuse.

Cette pointe là-bas dans le moutonnement

Des moissons et des bois et dans le flottement

De l’extrême horizon ce n’est point une yeuse.
Et Victor Hugo dans Les Contemplations :
Le vent ride, sous l’yeuse,

Le sombre miroir des eaux. —

La chanson la plus joyeuse

Est la chanson des oiseaux.

## Croyances
Dans de très nombreuses cultures, le chêne vert représente la force.
Dans les pays catalans, cela se traduit par différentes traditions. Dans la région de Berga, on faisait passer les enfants sous les branches d'un chêne vert afin qu'il leur transmette sa force vitale. En Roussillon, on faisait de même, mais pour les protéger du mauvais œil. Enfin, dans les Albères, existait une recette pour être heureux en affaires : après avoir cueilli sept glands un dimanche, les avoir fait griller et réduits en poudre, on versait le tout dans une pochette de soie jaune que l'on devait alors garder sur soi.